# Charles Dance
Walter Charles Dance (Redditch, 10 de octubre de 1946) es un actor, guionista y director de cine británico. Es conocido por papeles como Perron en The Jewel in the Crown (1984), Sardo Numspa en The Golden Child (1986), el doctor Clemens en Alien 3 (1992), Benedict en Last Action Hero (1993), Tywin Lannister en Game of Thrones (HBO, 2011-2015) y Louis Mountbatten en The Crown (Netflix, 2019-2020).
Dance fue designado como Oficial de la Orden del Imperio Británico (OBE) el 17 de junio de 2006.

## Primeros años
Dance nació en Redditch, Worcestershire, hijo de Eleanor, una cocinera y Walter Dance, un ingeniero.  Estudió en la Widey Technical School for Boys, en Manadon. Antes de intentar ser actor, Dance iba a estudiar diseño gráfico.

## Vida personal
Dance se casó con Joanna Haythorn en 1970. Tienen dos hijos: Oliver y Rebecca. Haythorn y Dance se divorciaron en 2004. Tiene una hija, Rose, con su expareja Eleanor Boorman.

## Carrera
Dance fue miembro de la Royal Shakespeare Company durante mediados y finales de la década de los setenta y estuvo en muchas de sus producciones en Londres y en Stratford-upon-Avon. Luego regresó a la compañía para tomar un pequeño papel en la obra Coriolanus en Stratford-upon-Avon y Newcastle en 1989, y en el Barbican Theatre en 1990. En 1992 participó de Alien 3 lo cual lo lanzó a su mayor éxito en toda su historia. En 2007 recibió excelentes críticas y un premio como Mejor Actor dado por el Critics' Circle por su actuación como el profesor de Oxford, C.S. Lewis en la adaptación teatral de Shadowlands, de William Nicholson.
En 2004 debutó como guionista y director con el filme Ladies in Lavender (2004), protagonizado por Judi Dench y Maggie Smith, basado en un relato breve de William J. Locke.

## Televisión y cine
Dance hizo su debut en televisión en 1974, pero su gran momento vino posteriormente, cuando interpretó el papel de Guy Perron en The Jewel in the Crown, en 1984, una adaptación de las novelas de Paul Scott y en la cual actuó junto a Geraldine James y Art Malik. Participó también en series dramáticas como Murder Rooms, Randall & Hopkirk (Deceased), Rebecca, The Phantom of the Opera, Fingersmith y Bleak House, por esta última recibió una nominación para los Premios Emmy. 
En 1992, apareció en la saga Alien, en Alien 3 como el reo Clemens quien se vincula sutíl y sentimentalmente con Ellen Ripley. 
Dance hizo una aparición como actor invitado en la serie de BBC, Merlin, en la que interpretaba a un infame cazador de brujos. También interpretó al juez Laurence Waregrave en la miniserie And Then There Were None y a Guy Spencer, un propagandista pro-Hitler en la segunda entrega de Foyle's War.
En el 2010, Dance actuó como Havelock Vetinari en la adaptación de Sky de la novela de Terry Pratchett Going Postal.
Dance interpretó a Tywin Lannister en la serie de HBO Game of Thrones, basada en la serie de novelas Canción de hielo y fuego de George R. R. Martin. Dance fue escogido para el rol por los productores de la serie, mientras filmaba Your Highness, en Belfast.
Sus papeles cinematográficos más destacados incluyen Sardo Numspa en The Golden Child (1986), Dr. Jonathan Clemens en Alien 3 (1992), Benedict en Last Action Hero (1993), el Master Vampire en Dracula Untold (2014), Alastair Denniston en The Imitation Game (2014), Alan Jonah en Godzilla: King of the Monsters (2019) y William Randolph Hearst en Mank (2020).

## Filmografía

### Cine
| Año  | Título                                       | Personaje                     | Observaciones                      |
| ---- | -------------------------------------------- | ----------------------------- | ---------------------------------- |
| 1981 | For Your Eyes Only                           | Claus                         |                                    |
| 1985 | Plenty                                       | Raymond Brock                 |                                    |
| 1986 | The Golden Child                             | Sardo Numspa                  |                                    |
| 1987 | White Mischief                               | Josslyn Hay                   |                                    |
| 1987 | Good morning, Babilonia                      | D. W. Griffith                |                                    |
| 1987 | Hidden City                                  | James Richards                |                                    |
| 1988 | Pascali's Island                             | Anthony Bowles                |                                    |
| 1992 | Alien 3                                      | Clemens                       |                                    |
| 1992 | Kalkstein                                    | Surveyor                      | Película italiana                  |
| 1993 | Last Action Hero                             | Benedict                      |                                    |
| 1993 | Century                                      | Profesor Mandry               |                                    |
| 1994 | China Moon                                   | Rupert Munro                  |                                    |
| 1994 | Kabloonak                                    | Robert Flaherty               |                                    |
| 1994 | Shortcut to Paradise                         | Quinn                         | Película española                  |
| 1996 | Space Truckers                               | Nabel / Macanudo              |                                    |
| 1996 | Michael Collins                              | Soames                        |                                    |
| 1997 | The Blood Oranges                            | Cyril                         |                                    |
| 1998 | What Rats Won't Do                           | Gerald                        |                                    |
| 1998 | Don't Go Breaking My Heart                   | Frank                         |                                    |
| 1998 | Hilary and Jackie                            | Derek Du Pré                  |                                    |
| 2001 | Gosford Park                                 | Raymond Stockbridge           |                                    |
| 2001 | The Life and Adventures of Nicholas Nickleby | Ralph Nickleby                |                                    |
| 2001 | Dark Blue World                              | Wing Commander Bentley        |                                    |
| 2002 | Black and White                              | Roderic Chamberlain           |                                    |
| 2002 | Ali G Indahouse                              | David Carlton                 |                                    |
| 2003 | Swimming Pool                                | John Bosload                  |                                    |
| 2006 | Dolls                                        | Narrador                      | Voz                                |
| 2006 | Scoop                                        | Mr. Malcolm                   |                                    |
| 2006 | Starter for 10                               | Michael Harbinson             |                                    |
| 2007 | The Contractor                               | DCS Andrew Windsor            | Directamente para video            |
| 2010 | The Commuter                                 | Vigilante de tráfico          | Corto para promocionar el Nokia N8 |
| 2011 | Ironclad                                     | Arzobispo Langton             |                                    |
| 2011 | Your Highness                                | Rey Tallious                  |                                    |
| 2012 | Midnight's Children                          | William Methwold              |                                    |
| 2012 | Underworld: Awakening                        | Thomas                        |                                    |
| 2013 | Patrick                                      | Doctor Roget                  |                                    |
| 2013 | Justin and the Knights of Valour             | Legantir                      | Voz                                |
| 2013 | Bones of the Buddha                          | Narrador                      | Voz                                |
| 2013 | Viy                                          | Lord Dudley                   | Créditos como Charlz Dens          |
| 2014 | Dracula Untold                               | Maestro vampiro               |                                    |
| 2014 | The Imitation Game                           | Comandante Alastair Denniston |                                    |
| 2015 | Victor Frankenstein                          | Frankenstein                  |                                    |
| 2015 | Michiel de Ruyter, el Almirante              | Carlos II de Inglaterra       |                                    |
| 2015 | Woman in Gold                                | Sherman                       |                                    |
| 2015 | Child 44                                     | Mayor Grachev                 |                                    |
| 2016 | Pride and Prejudice and Zombies              | Mr. Bennet                    |                                    |
| 2016 | Me Before You                                | Stephen Traynor               |                                    |
| 2016 | Ghostbusters                                 | Harold Filmore                |                                    |
| 2016 | Despite the Falling Snow                     | Alexander                     |                                    |
| 2016 | Underworld: Blood Wars                       | Thomas                        |                                    |
| 2017 | Viy 2: Journey to China                      | Lord Dudley                   |                                    |
| 2017 | Euphoria                                     | Mr. Daren                     |                                    |
| 2017 | That Good Night                              | El visitante                  |                                    |
| 2017 | Fanny Lye Deliver'd                          | John Lye                      |                                    |
| 2018 | Johnny English Strikes Again                 | Agente 7                      |                                    |
| 2019 | Godzilla: King of the Monsters               | Alan Jonah                    |                                    |
| 2020 | Mank                                         | William Randolph Hearst       |                                    |
| 2020 | The Book of Vision                           | Johan Anmuth                  |                                    |
| 2021 | Kingsman: The Great Game                     | Kitchener                     |                                    |
| 2022 | Against the Ice                              | Ministro Neergaard            |                                    |

### Televisión
| Año         | Título                               | Rol                          | Notas                                                 |
| ----------- | ------------------------------------ | ---------------------------- | ----------------------------------------------------- |
| 1974        | Father Brown                         | Comandante Neil O'Brien      | Episodio: "The Secret Garden"                         |
| 1975        | Edward the Seventh                   | Príncipe Eddy                | 2 episodios                                           |
| 1984        | The Jewel in the Crown               | Guy Perron                   |                                                       |
| 1984        | Out on a Limb                        | Captain John Truman          |                                                       |
| 1987        | Rainy Day Women                      | Gerry Stamford               | Miniserie                                             |
| 1988        | First Born                           | Edward Forester              | Miniserie                                             |
| 1990        | The Phantom of the Opera             | Erik/El fantasma de la Opera | Miniserie                                             |
| 1997        | Rebecca                              | Maxim de Winter              | Miniserie                                             |
| 2000        | The Real Spartacus                   | Narrador                     | Documental                                            |
| 2000        | A History of Britain                 | Winston Churchill            | Voz (lectura documentos) Episodio: "The Two Winstons" |
| 2000        | Foyle's War                          | Guy Spencer                  | Episodio: "The White Feather"                         |
| 2003        | Henry VIII                           | Duke of Buckingham           | Película de TV                                        |
| 2004        | Saint John Bosco: Mission to Love    | Marquis Clementi             | Película de TV                                        |
| 2005        | Fingersmith                          | Mr. Lilly                    | Minierie                                              |
| 2005        | Bleak House                          | Mr. Tulkinghorn              |                                                       |
| 2005        | To the Ends of the Earth             | Sir Henry Somerset           | Episodio: "Close Quarters"                            |
| 2005        | Last Rights                          | Richard Wheeler              | Miniserie                                             |
| 2006        | Marple: By the Pricking of My Thumbs | Septimus Bligh               | Episodio: "By the Pricking of My Thumbs"              |
| 2007        | Fallen Angel                         | David Byfield                |                                                       |
| 2007        | Consenting Adults                    | John Wolfenden               | Película de TV                                        |
| 2009        | Jam & Jerusalem                      | Él mismo                     |                                                       |
| 2009        | Merlin                               | Aredian                      | Episodio: "The Witchfinder"                           |
| 2009        | Trinity                              | Dr. Edmund Maltraver         |                                                       |
| 2010        | Going Postal                         | Havelock Vetinari            |                                                       |
| 2010        | This September                       | Edmund Aird                  | 2 episodios                                           |
| 2011 - 2015 | Game of Thrones                      | Tywin Lannister              | 27 episodios                                          |
| 2011        | Neverland                            | Dr. Richard Fludd            | Episodio: "Part 1"                                    |
| 2012        | Secret State                         | John Hodder                  | Miniserie                                             |
| 2012        | Strike Back: Vengeance               | Conrad Knox                  |                                                       |
| 2013        | Top Gear                             | Él mismo                     | Temporada 20, episodio 1                              |
| 2013        | Was It Something I Said?             | Narrador                     | Invitado (1 episodio)                                 |
| 2013        | Rosamunde Pilchers's Shades of Love  | Edmund Aird                  |                                                       |
| 2014        | The Great Fire                       | Lord Denton                  | Miniserie                                             |
| 2015        | Childhood's End                      | Karellen                     | Miniserie                                             |
| 2015        | Deadline Gallipoli                   | General Ian Hamilton         | Miniserie                                             |
| 2015        | And Then There Were None             | Lawrence Wargrave            | Miniserie                                             |
| 2016        | The Big Fat Quiz of the Year 2016    | Él mismo                     |                                                       |
| 2017        | Who Do You Think You Are             | Él mismo                     |                                                       |
| 2019 - 2020 | The Crown                            | Lord Luis Mountbatten        | Temporada 3 y 4                                       |
| 2022        | The Sandman                          | Roderick Burgess             | Episodio: "Sleep of the Just"                         |
| 2024        | Chacal                               | Timothy Winthrop             |                                                       |

### Teatro
- Toad of Toad Hall (1971)
- The Beggar's Opera (1972)
- The Taming of the Shrew (1972)
- Three Sisters (1973)
- Hans Kohlhaus (1973)
- Born Yesterday (1973)
- Saint Joan (1974)
- The Sleeping Beauty  (1974)
- Travesties (1977)
- Hamlet (1975, 1976)
- Perkin Warbeck (1975)
- Richard III (1975)
- Henry V (1975)
- Henry IV, Part One & Henry IV, Part Two (1975, 1976)
- As You Like It (1977, 1978)
- Henry V (1977)
- Henry VI, Part 2 (1977, 1978)
- The Jail Diary of Albie Sachs (1978, 1979)
- Coriolanus (1977)
- Coriolanus (1978, 1979)
- The Women Pirates (1978)
- The Changeling (1978)
- Irma la Douce (1979)
- The Heiress (1980)
- Turning Over (1983)
- Coriolanus (1989, 1990)
- Three Sisters (1998)
- Good  (1999)
- Long Day's Journey into Night (2000)
- The Play What I Wrote (2001, 2002)
- Celebration (2005)
- The Exonerated (2006)
- Eh Joe (2006)
- Shadowlands (2007,2008)

### Videojuegos
| Año  | Título                    | Rol                      | Notas |
| ---- | ------------------------- | ------------------------ | ----- |
| 2015 | The Witcher 3: Wild Hunt  | Emperor Emhyr var Emreis | Voz   |
| 2018 | Call of Duty: Black Ops 4 | Godfrey The Butler       | Voz   |